# Isaac Marín (zapaśnik)
Isaac Marín Mata (ur. 2003) – meksykański zapaśnik walczący w stylu klasycznym. 
Srebrny medalista mistrzostw panamerykańskich w 2025. Wygrał mistrzostwa panamerykańskie U-23 w 2025 roku.